# Ermita del Sant Crist de Bocairent
L'Ermita del Sant Crist de Bocairent és un santuari amb una petita capella situat fora de la població de Bocairent i que no solen tenir culte permanent.
Hi ha moltes celebracions en l'ermita, com el 10 de març la commemoració de la Batalla de Camorra, al juliol la festa del Còlera, al setembre la festa de les Tres Llums i en festes de Moros i Cristians (el dia 5 de febrer), en què els festers pugen en romeria a l'ermita per esmorzar i anar a missa i assistir a la representació de "Despulla del Moro", un acte molt emocionant dins de les festes en honor de sant Blai de Sebaste.

L'ermita se situa a 730 metres d'altitud i s'arriba des de la plaça de l'Ajuntament, seguint el camí del calvari. Passant el pont, trobarem l'esgoladora, pedra relliscosa on tot bon bocairentí s'ha deixat caure per ella. L'ermita, construïda al segle xvi, consta de tres edificis: l'hostal, que va ser un antic convent, la casa del capellà, i l'església d'estil gòtic, amb el campanar adossat.

## Arquitectura
L'ermita consta de tres cossos bastant homogenis: el temple, al centre, l'hostatgeria (antic convent de les Beates aparedades) a la dreta, i l'habitatge de l'antic capellà a l'esquerra.
Enfront s'aixeca una columna rematada en creu metàl·lica, que recorda els 62 soldats isabelins i carlins que van morir aquí en combat el 22 de desembre de 1873.
De l'església, destaca el massís campanar de dos cossos, amb un accés lateral per pujar fins a les plantes superiors, i un magnífic rellotge de sol a la façana. La porta és adovellada amb marc de dovelles, adornada amb pilastres i capitells d'estil jònic.
L'interior és gran, de planta rectangular i d'estil goticitzant. El pis és de rajoles, amb bancs de fusta i sòcol imitant el marbre. Dues columnes a cada costat suporten els arcs apuntats i les voltes amb florons en les claus. Té capelles laterals i cor als peus amb barana de forja, en la porta pot llegir-se la data de 1908. El presbiteri, elevat sobre grades i tancat també amb barana de ferro, es cobreix amb volta de closca. En el seu centre, hi ha el retaule de l'altar major format per dues columnes amb cornises, emmarcant la fornícula amb la imatge del Crist de la muntanya Calvari.

## Història
El santuari conté un emparedament o espai amb petites habitacions per a viure amb recolliment del segle XVI. En concret, hi van viure set dones considerades honestes i venerables. La primera va ser Cecilia Ferré, arribada de Santa Creu de València. Totes portaven l'hàbit de la tercera orde de Sant Francesc.
La llegenda indica que dos amics vestits de pelegrins van arribar a aquesta terra l'any 1536, i van considerar que era un indret òpitm per a fer un calvari. No els van fer cas, però poc després van aparèixer unes llums a l'indret on hi ha l'ermita. Dit això, no van trigar a ser interpretats com a àngels enviats. Aquest és l'origen de la celebració, al setembre, de la Festa de les Tres Llums.
A conseqüència d'això, es va decidir finalment la construcció d'un temple en aquest paratge. En aquest mateix any, es va celebrar la primera missa, i a l'any següent es va realitzar la imatge del Crist, obra de Joan de Salas. El pintor Vicente Masip o Juan de Joanes va morir a Bocairent el 1579.